# César Moritz
César Moritz (Brusque, 23 de maio de 1948) é um político brasileiro.

## Vida
Filho de Carlos Moritz e de Ruth de Sá Moritz.

## Carreira
Filiado ao Movimento Democrático Brasileiro (MDB). Foi eleito prefeito de Brusque em 3 de outubro de 1972, empossado em 31 de janeiro de 1973 e cumpriu o mandato até o fim, em 31 de janeiro de 1977.
Foi deputado à Assembleia Legislativa de Santa Catarina na 9ª legislatura (1979 — 1983), eleito pelo MDB.